# ميليسا ساتا
ميليسا ساتا (بالإيطالية: Melissa Satta)‏ وهي مذيعة تلفزيون وخبيرة اتصالات أمريكية إيطالية ولدت في يوم 7 فبراير 1986 في مدينة بوسطن في ولاية ماساتشوستس في الولايات المتحدة وقد رحلت في صغرها إلى جزيرة سردينيا في إيطاليا وقد أظهرت صور لها في مجلة مكسيم وفي مجلة سبورتس إيلوستريتد.

## روابط خارجية
- ميليسا ساتا على موقع IMDb (الإنجليزية)
- ميليسا ساتا على موقع قاعدة بيانات الفيلم (الإنجليزية)
- ميليسا ساتا على موقع دليل عارضات الأزياء (الإنجليزية)